# Булверді (Техас)
Булверді (англ. Bulverde) — місто (англ. city) в США, в окрузі Комал штату Техас. Населення — 5692 особи (2020).

## Географія
Булверді розташоване за координатами 29°46′7″ пн. ш. 98°26′26″ зх. д. / 29.76861° пн. ш. 98.44056° зх. д. (29.768727, -98.440520).  За даними Бюро перепису населення США в 2010 році місто мало площу 25,20 км², з яких 25,17 км² — суходіл та 0,02 км² — водойми. В 2017 році площа становила 41,77 км², з яких 41,72 км² — суходіл та 0,05 км² — водойми.

## Демографія
Згідно з переписом 2010 року, у місті мешкало 4630 осіб у 1711 домогосподарстві у складі 1412 родин. Густота населення становила 184 особи/км².  Було 1781 помешкання (71/км²).
Расовий склад населення:
| - 92,2 % — білих - 0,7 % — чорних або афроамериканців - 0,6 % — азіатів - 0,5 % — корінних американців - 0,1 % — вихідців з тихоокеанських островів - 3,7 % — осіб інших рас |

До двох чи більше рас належало 2,3 %. Частка іспаномовних становила 18,2 % від усіх жителів.
За віковим діапазоном населення розподілялося таким чином: 22,5 % — особи молодші 18 років, 62,0 % — особи у віці 18—64 років, 15,5 % — особи у віці 65 років та старші. Медіана віку мешканця становила 46,7 року. На 100 осіб жіночої статі у місті припадало 97,4 чоловіків;  на 100 жінок у віці від 18 років та старших — 94,4 чоловіків також старших 18 років.
Середній дохід на одне домашнє господарство  становив 110 017 доларів США (медіана — 101 620), а середній дохід на одну сім'ю — 118 516 доларів (медіана — 105 603). За межею бідності перебувало 9,9 % осіб, у тому числі 16,4 % дітей у віці до 18 років та 7,8 % осіб у віці 65 років та старших.
Цивільне працевлаштоване населення становило 2185 осіб. Основні галузі зайнятості: будівництво — 21,8 %, освіта, охорона здоров'я та соціальна допомога — 21,4 %, роздрібна торгівля — 11,7 %, науковці, спеціалісти, менеджери — 9,0 %.